# Dogma

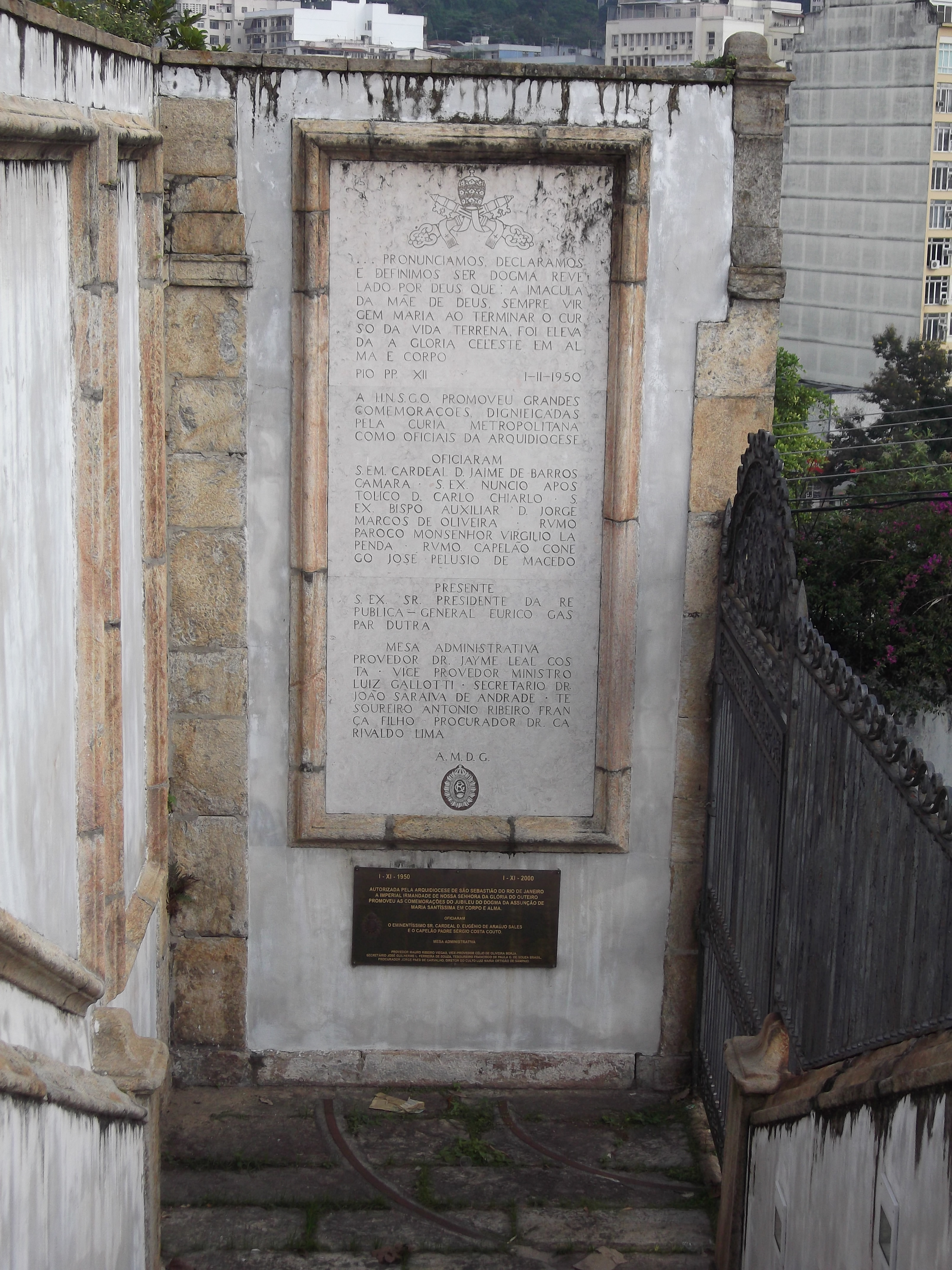
Gedächtnistafel der Verkündigung des Dogmas der Aufnahme Mariens in den Himmel (Eingang der Kirche Unserer Lieben Frau von der Herrlichkeit in Rio de Janeiro)

Unter einem Dogma (altgriechisch δόγμα dógma, deutsch ‚Meinung, Lehrsatz; Beschluss, Verordnung‘) versteht man eine feststehende Definition oder eine grundlegende, normative Lehraussage, deren Wahrheitsanspruch als unumstößlich festgestellt wird.
Insbesondere in der christlichen Theologie wird der Begriff Dogma für einen Lehrsatz gebraucht, der unter Berufung auf göttliche Offenbarung, die Autorität der kirchlichen Gemeinschaft bzw. des kirchlichen Lehramts oder auf besondere Erkenntnisse als wahr und relevant gilt. Die systematische Entfaltung und Interpretation der Dogmen wird Dogmatik genannt.

## Begriffsgeschichte
Der Begriff Dogma bedeutet im antiken Griechisch zunächst „das Geglaubte, Gemeinte, Beurteilte, Beschlossene“ – die unreflektierte Meinung ebenso wie den philosophischen Grund- oder Lehrsatz, den Beschluss über das Zusammenleben der Gesellschaft ebenso wie die von Herrschenden erlassene und somit nicht zu hinterfragende Verordnung. Diesem Verständnis entspricht auch der biblische Sprachgebrauch. In der lateinisch schreibenden Philosophie verwendet man folgende Äquivalente: decretum (Grundentscheidung), assertio (rechtsverbindliche Erklärung bzw. versichernde Behauptung), scitum (etwas, das als Bewusstsein vorausgesetzt ist), placitum (etwas, das als sinnenfällig vorausgesetzt ist) oder primum principium (zugrundegelegter Ausgangssatz, ebenfalls die Übersetzung des griechischen Synonyms „Axiom“). Das Dogma stand – als durchweg positiv besetzter Begriff – für Klarheit und Eindeutigkeit, für die unhinterfragbare Diskussions-, Lebens- oder Handlungsgrundlage. In der antiken Philosophie hat besonders der Stoiker Seneca über das Dogma reflektiert.
Der Begriff wanderte im Zuge der gnostischen Krise in der Alten Kirche in die christliche Theologie ein und erhielt hier neben der strukturellen Begriffsbedeutung der Philosophie einen konkreten Gegenstand: Er beschrieb nun den Lehrsatz der christlichen Gesamtgemeinde, der die von Gott in Jesus Christus und der Lehre der Apostel offenbarte Wahrheit festhält (zum Beispiel in der regula fidei, dem Apostolischen und dem Nicäno-konstantinopolitanischen Glaubensbekenntnis und anderen). Ihm gegenüber standen die Irrtümer Einzelner (nova dogmata), die abzuwehren waren. Anders als deren Individualismen halten die dogmata (auch als „Symbole“, griechisch symbola bezeichnet) nach altkirchlichem Verständnis den überpersönlichen, objektiven Glaubensgehalt fest, in dem die Kirche ihren Bestand hat. Entsprechend ist es die Kirche, die sie als die ihr zugrundeliegende, verbindliche Lehr- und Glaubensnorm formuliert. Dies geschah bis zum vierten Jahrhundert in der Form des Konsenses (Übereinstimmung, lat. magnus consensus), seit dem vierten Jahrhundert dann in der Form der Konzilien. In der Sprachform des Dogmas fielen Doxologie, Lehre, Gebet und Zeugnis zunächst zusammen; dies verschob sich dann aber immer mehr in Richtung auf Lehre und Verkündigung. Im Verlauf der Kirchengeschichte gewann die Kirche als kollektive Instanz und dann im Besonderen das kirchliche Lehramt als die das Dogma formende Autorität immer größere Bedeutung. Vinzenz von Lérins (5. Jahrhundert) formulierte als verbindliche Norm und Bezugsrahmen, „was allenthalben, stets und von allen geglaubt worden ist“; Bernhard von Clairvaux (12. Jahrhundert) weist das Wächteramt darüber den Päpsten zu.
In der Reformationszeit wandte sich Martin Luther gegen Vinzenz’ Auffassung und stellte die kirchlichen Dogmen als norma normata („normierte Norm“) unter die norma normans („normierende Norm“) der Heiligen Schrift. Nicht die Kirche bestimmt also das Dogma als Bezugsrahmen der Bibelinterpretation, sondern umgekehrt bestimmt die Bibel den Glaubensgehalt, der im Dogma durch die Kirche lediglich adaptiert und zu ihrem eigenen Bekenntnis wird; darum wird im evangelischen Raum gern vom „Bekenntnis“ statt vom „Dogma“ gesprochen. Unter anderem auf diesen Ansatz hin, der – um der Restauration des Dogmas willen (Harnack) – auf die Autorität der Kirche als Begründung des Dogmas verzichtete, stellen das Konzil von Trient (1545–1562) und das Erste Vatikanische Konzil (1869–1870) die konstitutive Bedeutung des kirchlichen Lehramtes heraus. Was der Papst ex cathedra verkünde, sei aus sich selbst heraus unabänderlich (sogenanntes Unfehlbarkeitsdogma). Erst im Zuge dieser Entwicklung zu einem „Dogma vom Dogma“ seit dem 18. Jahrhundert wird der Begriff theologisch definiert.
Parallel zur nachreformatorischen Entwicklung – und zum Teil in ausdrücklicher Abgrenzung dazu – werden Dogmen seit dem Zeitalter der Aufklärung kritisch als eine auf Autoritäten beruhende Denkweise oder Glaubensüberzeugung abgelehnt. Einer der zentralen Leitgedanken der Aufklärung, der von Immanuel Kant zitierte und so wieder bekannt gewordene Spruch des lateinischen Dichters Horaz Sapere aude (lateinisch „Habe Mut, dich deines eigenen Verstandes zu bedienen!“) bildet nach moderner Auffassung einen unvereinbaren inhaltlichen Gegensatz zum Dogma bzw. zur entsprechenden Lehre, der Dogmatik. In der evangelischen Theologie der Neuzeit hat man teilweise im Gefolge Kants die (alt-)kirchlichen Dogmen destruiert (Adolf von Harnack), teilweise aber auch restauriert (Karl Barth). In der römisch-katholischen Theologie ist man dazu übergegangen, die Geschichtlichkeit des Dogmas in seinem Begriff mitzudenken.

## Gegenwärtige Begriffs(be)deutungen
Die komplexe Entstehungsgeschichte bringt es mit sich, dass der Begriff „Dogma“ je nach Kontext verschiedene Bedeutungen und Konnotationen haben kann.

### Theologie
In der Theologie unterscheidet man zwischen „Dogma“ im engeren und im weiteren Sinne.
- Im engeren Sinne bezeichnet man als „Dogmen“ (oder in der Einzahl „Dogma“, dann wird meist konkret angegeben, um welches es sich genau handelt) die „Symbole“ der sieben ökumenischen Konzilien sowie diejenigen Konzilsentscheidungen der römisch-katholischen Kirche, die dogmatischen Rang haben. Die Dogmen in diesem Sinne beanspruchen Verbindlichkeit. Die Bekenntnisschriften der evangelisch-lutherischen Kirche (namentlich die „Confessio Augustana“) werden seltener so bezeichnet, obgleich sie eine mit den letztgenannten vergleichbare Stellung haben.
- Im weiteren Sinne wird vom „Dogma“ (im Kollektivsingular) gesprochen, um damit das Ganze der christlichen Lehre zu bezeichnen, und zwar „die kirchliche Verkündigung, sofern sie mit der Bibel als dem Worte Gottes wirklich übereinstimmt“ (Karl Barth[15]). Gemeint ist also die Gesamtheit des christlichen Glaubens in ihrer Konzentration auf den Konsens mit den biblischen Schriften und der bisherigen kirchlichen Verkündigung, jedoch unter Zurückstellung innovativer Versuche, den Glauben in neuer Form für die Gegenwart zur Sprache zu bringen. Diese (das Anliegen des altkirchlichen „magnus consensus“ aufnehmende) Verwendung erscheint fast deckungsgleich mit dem Begriff „Dogmatik“ (als Literaturgattung) und ist ein Teilgebiet des theologischen Fachgebietes „Systematische Theologie“. Das Dogma in diesem Sinne beansprucht nicht, sondern lehrt und erschließt Verbindliches und Verbindendes.
- Hinzu gesellt sich eine dritte Bedeutung, die die (in der Theologie lange unbeachtete) strukturelle Begriffsbedeutung der antiken Philosophie wieder in die Debatte einbezieht. Sie führt zu einer phänomenologischen Begriffsbetrachtung. Diese erweitert die theologische Bedeutung des Wortes „Dogma“ um die empirische Wirklichkeit, die exemplarisch im pejorativen Gebrauch des Adjektivs „dogmatisch“ zum Ausdruck kommt. „Als dogmatisch wird bezeichnet, wer in der Äußerung seiner Meinung als Starrkopf gilt, der sich den Forderungen der Zeit und den Erkenntnissen der Zeitgenossen verschließt und stattdessen zwangsläufig dem Denken der Vergangenheit verhaftet ist und rückständig bleibt“ (Slenczka[16]). „Dogma“ beschreibt hier die (vorbewusste) Grundüberzeugung, die das Bewusstsein bestimmt und Grundlage für Meinungs- und Urteilsbildung darstellt. Dabei bemerken Kritiker des Dogmatischen oft nicht, dass sie in ebendieser Kritik selbst von unhinterfragbaren Grundüberzeugungen („Dogmen“) ausgehen. Die Frage ist gemäß dieser Betrachtungsweise nicht, ob man ein Dogma hat, sondern welches; Dogmenkritik erscheint als Dogmenkonflikt zwischen verschiedenen Denkvoraussetzungen (Axiomen), der an der emotionalen Brisanz erkennbar wird und über den eine Verständigung nur schwer zu führen ist.[16] Phänomenologisch werden im Begriff „Dogma“ daraufhin mindestens drei Ebenen unterschieden: Die subjektive, die kollektive und die autoritative Ebene.[17] Auf der subjektiven Ebene bezeichnet „Dogma“ die persönliche Überzeugung, die die Grundlage des eigenen, persönlichen Bewusstseins und die Voraussetzung aller Erkenntnis bildet. Auf der kollektiven Ebene (nahe bei Vinzenz von Lerinum) beschreibt der Begriff die Verbindung Einzelner zu Schulrichtungen durch die Gemeinsamkeit dieser Grundlagen und Überzeugungen. Auf der autoritativen Ebene (die dem 1. Vaticanum am nächsten kommt) bezeichnet „Dogma“ die von einer anerkannten Autorität verbindlich durchgesetzte Lehrnorm.[18] Das „Dogma“ als Denkstruktur, als integraler (und notwendiger) Bestandteil menschlichen Denkens bezeichnet das, was für Menschen jeweils verbindlich und verbindend ist. Es ist nicht auf den weltanschaulich-religiösen Bereich eingeschränkt, sondern in sämtlichen Wissenschaftszweigen sowie außerwissenschaftlich (zum Beispiel in Religionen und politischen und wirtschaftlichen Systemen) zu finden.[19]

### Andere Wissenschaften
In der Philosophie heißt Dogmatismus bei Immanuel Kant das Philosophieren ohne eine vorhergehende Kritik der Bedingungen der Erkenntnis. Im Unterschied dazu besteht für Kant das (von ihm für legitim gehaltene) „dogmatische Verfahren“ darin, aus sicheren Prinzipien a priori streng zu beweisen. Für den Kritischen Rationalismus steht der Dogmatismus dem Prinzip der kritischen Prüfung gegenüber. Für Hans Albert weist eine Methodologie, die vom Prinzip der zureichenden Begründung ausgeht, grundsätzlich eine autoritär-dogmatische Grundstruktur auf. Kritikimmunität und damit Dogmatisierung irgendwelcher Aussagen sind jedoch stets herstellbar und nicht eine Besonderheit bestimmter Aussagen, sondern damit eine Frage der sozialen Erkenntnispraxis. Im Rahmen seiner philosophiehistorischen Analyse der Entstehung von Wissenschaft bei den Vorsokratikern ersetzt Helmut F. Spinner die Alternative Kritizismus vs. Dogmatismus durch Fallibilismus vs. Certismus, da Dogmatismus keine erkenntnistheoretische Kategorie sei. Thomas Metzinger bezeichnet Dogmatismus als „die These, dass es völlig legitim ist, an einer Überzeugung festzuhalten, einfach deshalb, weil man sie ja schon hat – die pure Tradition, ohne empirische Evidenzen und ohne vernünftige Gründe“.
In der Sozialpsychologie ist die Dogmatismus-Skala ein von Milton Rokeach entwickeltes Konstrukt für ein relativ geschlossen organisiertes System von Aussagen über die Wirklichkeit, die geglaubt oder angezweifelt werden. In ihrem Mittelpunkt stehen Annahmen von absoluter Autorität, die ihrerseits die Grundlage abgeben für Muster von Intoleranz gegen andere. Kennzeichnend sind damit geistige Geschlossenheit, ein rigider und autoritätsgeneigter Denkstil sowie Intoleranz. Dogmatismus wird mittels einer „Multi-Item“-kumulativen Likert-Skala gemessen (ursprünglich 66 Items mit je sechs Punkten; später wurden kürzere Versionen erarbeitet).

## Dogmen im Christentum
Unter Dogmen versteht man im Laufe der Kirchengeschichte durch die lehramtliche Autorität formulierte Sätze sowie seit dem Zweiten Vatikanischen Konzil auch Aussagen darstellender Texte, die für die inhaltliche Profilierung ihres Glaubens wichtig sind. Sie „sind Lichter auf dem Glaubensweg. Sie erleuchten und sichern ihn.“ Der Entstehungskontext von Dogmen ist in der Regel eine strittige Situation in Glaubensfragen.
Konzilien und Synoden werden einberufen, um die Sachfragen zu klären und ggf. entsprechende Dogmatisierungen vorzunehmen.

### Unterschiedliches Dogmenverständnis
Der Begriff Dogma wird je nach konfessioneller Tradition und theologischer Lehrmeinung unterschiedlich verstanden und verwendet:
- In den orthodoxen Kirchen sind damit vor allem die Lehraussagen der ersten sieben ökumenischen Konzilien sowie einiger späterer panorthodoxer Synoden gemeint.
- Die katholische Kirche hat im Ersten Vatikanischen Konzil definiert, dass ein Dogma ein Satz göttlichen und katholischen Glaubens ist, der durch das allgemeine und ordentliche Lehramt (affirmativ) oder durch konziliare oder päpstliche Definition definitiv als von Gott offenbarte und zu glaubende Wahrheit verkündet wird.
- Für Martin Luther und andere Reformatoren hatten nur Dogmen Gültigkeit, die durch die Heilige Schrift belegt sind – nur diese gilt deren Auffassung nach als „norma normans“ (lat. „normierende Norm“) der Theologie. Während die kirchlichen Dogmen nach römisch-katholischem Verständnis auf die Offenbarungsseite des Glaubens gehören, das heißt, offenbarungsidentisch sind, sind sie nach reformatorischem Verständnis lediglich offenbarungsbezogen, Glaubensausdruck statt Glaubensvorschrift, „norma normata“ (lat. „normierte Norm“). Daher spricht man hier bevorzugt vom Bekenntnis (statt vom Dogma), dessen Urform das Christusbekenntnis des Petrus ist: „Du bist Christus“ (Mk 8,29 EU). In existentieller Anschauung erschließt es die in den biblischen Schriften verbürgte Offenbarungswahrheit.[26]
- Karl Barth sieht Dogmen als systematische Ausdrucksformen des Inhalts der Heiligen Schrift („kirchliche Dogmatik“).
- Die evangelische Tradition sieht spätestens seit der Aufarbeitung von Anfragen und Kritik seitens der Aufklärung von Formulierungen von Dogmen ab, da in der evangelischen Kirche kein Lehramt existiert, welches für die Gemeinde verbindliche Glaubenssätze formulieren könnte. Zwar sei die klare Bezeugung durch die Kirche die notwendige Bedingung für den Glauben – dementsprechend habe die Kirche die Aufgabe, die Möglichkeit der Begegnung mit dem biblischen Zeugnis zu eröffnen. Eine innere Gewissheit im Einzelnen sei jedoch durch die Kirche und ihr Wirken nicht herstellbar, da Gewissheit etwas Unverfügbares sei. Die Einsicht, dass das kirchliche Zeugnis die Wahrheit über Gott, Welt und Mensch mitteile, kommt nach evangelischer Überzeugung durch die Inanspruchnahme dieser öffentlichen Bezeugung durch den Heiligen Geist zustande.

### Übersicht über die christlichen Dogmen
Es folgt eine Aufstellung der Dogmen, die in den christlichen Kirchen in Geltung sind. Ihre Erläuterung (einschließlich des historischen Rahmens ihrer Entstehung) ist Gegenstand der Dogmengeschichte.

#### Alte Kirche
Vorkonziliare Epoche:
- Erste Jahrhunderte: Regula fidei, Apostolisches Glaubensbekenntnis

Konziliare Epoche:
- 325 (Ökumenisches Konzil von Nicäa): Trinität, am Anfang des Arianischen Streites
- 381 (Ökumenisches Konzil von Konstantinopel): Nicäno-Konstantinopolitanum, beendete den Arianischen Streit
- 431 (Ökumenisches Konzil von Ephesus): Maria ist Gottesgebärerin (theotokos).
- 451 (Ökumenisches Konzil von Chalcedon): Christologie, Christus ist wahrer Gott und wahrer Mensch, unvermischt und ungeschieden.
- 553 (Ökumenisches Konzil von Konstantinopel II): Christologie, beendete den Dreikapitelstreit.

Diese fünf und noch zwei weitere dogmatische Definitionen der insgesamt sieben ökumenischen Konzilien der Alten Kirche sind in allen christlichen Kirchen anerkannt. Die verkündeten dogmatischen Definitionen wurden dabei stets von den Päpsten bestätigt. Ob diese Bestätigung für die Geltung der Dogmen allerdings nötig ist, ist in der Theologie umstritten, zumal im Fall des 5. Ökumenischen Konzils von Konstantinopel 553 Papst Vigilius, der den Beschluss eigentlich ablehnte, dem Spruch des Konzils unterworfen wurde und ihn gegen seinen Willen ratifizieren musste.

#### Dogmen in der römisch-katholischen Kirche
Dogmen im weiteren Sinn sind zunächst einmal nur Lehraussagen, die Gegenstand der Dogmatik sind. Der Ausdruck Dogma wurde in der Theologiegeschichte lange Zeit nicht als Fachbegriff verwendet. Erst die nachtridentinische Theologie schärfte den Begriff. Im Ersten Vatikanischen Konzil (1870) wurde der Begriff Dogma im engeren Sinn festgehalten:

„Mit göttlichem und katholischem Glauben (fide divina et catholica) ist all das zu glauben (ea omnia credenda), was im geschriebenen oder überlieferten Wort Gottes enthalten ist (in verbo Dei scripto vel tradito) und von der Kirche im feierlichen Lehrurteil oder durch gewöhnliche und allgemeine Lehrverkündigungen als von Gott geoffenbart zu glauben vorgelegt wird (tamquam divinitus revelata credenda proponuntur).“

Dogmen im Sinn des Ersten Vatikanischen Konzils sind bislang lediglich:
- die unbefleckte Empfängnis Mariens (Papst Pius IX.: 8. Dezember 1854)
- die päpstliche Unfehlbarkeit und der Jurisdiktionsprimat des Papstes (Papst Pius IX.: 18. Juli 1870)
- die Leibliche Aufnahme Mariens in den Himmel, das erste und zugleich bislang letzte Mal seit 1870, dass ein Papst vom Unfehlbarkeitsdogma Gebrauch machte (Papst Pius XII.: 1. November 1950)

„Bei allen früheren Aussagen von Konzilien, Synoden und Päpsten zu den wichtigen Fragen der Trinitätstheologie, der Christologie, der Gnadenlehre und der Eschatologie usw. muß jeweils die Sachfrage gestellt werden. Die Frage nach dem Gewicht kirchlicher Lehrverkündigung hängt nicht vom Terminus ‚Dogma‘, sondern von der Verbindlichkeit der Aussage ab. Eine bloß schematische Anwendung dieses späten Fachbegriffs ‚Dogma‘ ist dem Sachverhalt nicht angemessen.“
Das Zweite Vatikanische Konzil von 1962 bis 1965 lehrt die notwendige Unveränderlichkeit der Glaubenswahrheit als ganzer, öffnete diese jedoch dem Dialog mit den Andersdenkenden. Die Kompetenz zur Unterscheidung des Wesentlichen vom Veränderlichen liegt beim kirchlichen Lehramt des Papstes – allein oder mit dem Bischofskollegium der Weltkirche. In seinem Ökumenismusdekret Unitatis redintegratio („UR“) spricht das Konzil von einer „Hierarchie der Wahrheiten“: die kirchlichen Dogmen und Lehren seien nicht alle von gleichem Gewicht und nicht alle gleich zentral und relevant für die Frage kirchlicher Gemeinschaft:

„Beim Vergleich der Lehren miteinander soll man nicht vergessen, daß es eine Rangordnung oder ,Hierarchie‘ der Wahrheiten innerhalb der katholischen Lehre gibt, je nach der verschiedenen Art ihres Zusammenhangs mit dem Fundament des christlichen Glaubens.“

#### In den evangelischen Kirchen geltende Bekenntnisse
Im Rahmen der evangelischen Interpretation des Dogmas erkennen die der EKD zugehörigen Evangelischen Kirchen die Bekenntnisse der sieben ökumenischen Konzilien offiziell als verbindlich (wenn auch interpretationsoffen) an. An die Stelle der nicht anerkannten römisch-katholischen Dogmen treten – je nach protestantischer Binnenkonfession –
- die Bekenntnisschriften der evangelisch-lutherischen Kirche
- der Heidelberger Katechismus
- die Barmer Theologische Erklärung.

### Dogma und Dogmatik
In Verbindung mit dem Dogma zu betrachten ist die Dogmatik, eine im 17. Jahrhundert entstandene Bezeichnung für die Lehre von den Dogmen. Die Aufgabe der Dogmatik ist jedoch nicht lediglich die systematische Entfaltung und Interpretation von Dogmen. Ihre zentrale Aufgabe besteht in der intellektuellen Annäherung und dem rationalen Umgang mit dem Glauben sowie dem Bestreben danach, den Glauben zu verstehen. Sie ist die Auslegungswissenschaft des Glaubens, die Hermeneutik unserer heutigen Zeit, und arbeitet mit wissenschaftlichen Methoden und nach wissenschaftlichen Kriterien. Die Dogmatik ist das theologische Fach, das den Gesamtinhalt des christlichen Glaubens, nicht nur die Dogmen, auszulegen versucht. Dabei werden nach Joseph Ratzinger unter ausdrücklicher Berufung auf Karl Rahner zunächst Begriffe verteilt und dann eine Sprachregelung getroffen. Durch ihre Bindung an die Offenbarung bildet die Dogmatik die „Mitte der Theologie“. Die Dogmatik unterscheidet unterschiedliche Gewissheits- und Verpflichtungsgrade der Glaubensaussagen.

### Dogmenkritik
Die philosophische Dogmenkritik hat ihre Ursprünge im 16. Jahrhundert, insbesondere bei den Sozinianern, und wurde bei Hermann Samuel Reimarus (1694–1768) weiter ausgebaut. Dabei wurde der Religion von den Sozinianern zunächst eine ethische statt einer metaphysischen Begründung gegeben; ebendieser Gedanke fand dann in der Aufklärung weitere Verbreitung. Reimarus kritisiert die Theologie, weil sie mit Mysterien umgehe: Die Mysterien „kleiden sich in das dunkle Gewand der Allegorie und verführen die Theologen, die sich mit ihnen beschäftigen, zum Streit.“ An dieser Stelle wird ein Grundanliegen der Aufklärung deutlich, nämlich die Überwindung „obskurantischer“ Wege der Erkenntnis und die Konzentration auf das philologisch (Sozinianer) oder historisch (Reimarus) Fassbare.
Aus der Dogmenkritik im 19. Jahrhundert entstand unter dem Motto „Frei sei der Geist und ohne Zwang der Glaube“ die Freireligiöse Bewegung, die auf formelle Lehren und Bekenntnisse verzichtet und eine „dogmatische Bindung“ nicht kennt.
Der Begriff wird von Personen als Adjektiv (dogmatisch) pejorativ gebraucht, die die entsprechenden Lehrsätze als nicht hinreichend fundiert ansehen, zum Beispiel weil sie die Lehrautorität der Kirche nicht anerkennen oder weil sie Weltanschauungen und Wertvorstellungen prinzipiell skeptisch gegenüberstehen, die den Anspruch erheben, als allein wahr, allgemeingültig oder verbindlich zu gelten oder gar für alle Zeit gültig zu sein.

## Einzelbelege
1. ↑  Wilhelm Pape: Handwörterbuch der griechischen Sprache. Band 1. Braunschweig 1914, S. 651, Eintrag: δόγμα (zeno.org).
2. ↑  Vgl. Lk 2,1 EU; Apg 17,7 EU; Hebr 11,23 EU. Ulrich Wickert: Dogma I: Historisch. In: Theologische Realenzyklopädie (TRE). Band 9, de Gruyter, Berlin / New York 1982, ISBN 3-11-008573-9, S. 26.
3. ↑  Reinhard Slenczka: Kirchliche Entscheidung in theologischer Verantwortung. Göttingen 1991, S. 66, 68f.
4. ↑  Seneca: Epistulae morales ad Lucilium, Nr. 95.
5. ↑  Vgl. Edmund Schlink: Ökumenische Dogmatik. 2. Auflage. Göttingen 1985, S. 652.
6. ↑  Karlmann Beyschlag: Grundriß der Dogmengeschichte. Band 1: Gott und Welt. 2. Auflage. Wissenschaftliche Buchgesellschaft, Darmstadt 1988, S. 6ff.; Carl Heinz Ratschow: Dogma: II. Systematisch-theologisch. In: Theologische Realenzyklopädie (TRE). Band 9, de Gruyter, Berlin / New York 1982, ISBN 3-11-008573-9, S. 35.
7. ↑  Vgl. Edmund Schlink: Ökumenische Dogmatik. 2. Auflage. Göttingen 1985, S. 650f.
8. ↑  Edmund Schlink: Ökumenische Dogmatik. 2. Auflage. Göttingen 1985, S. 33–47, 646–652; Schlink verwendete als evangelischer Theologie den Begriff „Bekenntnis“ synonym zu „Dogma“.
9. ↑  Ulrich Wickert: Dogma I: Historisch. In: Theologische Realenzyklopädie (TRE). Band 9, de Gruyter, Berlin / New York 1982, ISBN 3-11-008573-9, S. 30–31.
Walter Kasper: Art. Dogma/Dogmenentwicklung. In: Neues Handbuch theologischer Grundbegriffe (Neuausgabe). Band 1 (1991), S. 177–179.
10. ↑  Ulrich Wickert: Dogma I: Historisch. In: Theologische Realenzyklopädie (TRE). Band 9, de Gruyter, Berlin / New York 1982, ISBN 3-11-008573-9, S. 26–41.
Karlmann Beyschlag: Grundriß der Dogmengeschichte, Band 1 Gott und Welt. 2. Auflage. Wissenschaftliche Buchgesellschaft, Darmstadt 1988, S. 18–21.
11. ↑  Ulrich Wickert: Dogma I: Historisch. In: Theologische Realenzyklopädie (TRE). Band 9, de Gruyter, Berlin / New York 1982, ISBN 3-11-008573-9, S. 26–41.
12. ↑  Edmund Schlink: Ökumenische Dogmatik. 2. Auflage. Göttingen 1985, S. 652.
13. ↑  Ulrich Wickert: Dogma I: Historisch. In: Theologische Realenzyklopädie (TRE). Band 9, de Gruyter, Berlin / New York 1982, ISBN 3-11-008573-9, S. 33–34.
Walter Kasper: Art. Dogma/Dogmenentwicklung. In: Neues Handbuch theologischer Grundbegriffe (Neuausgabe). Band 1, 1991, S. 180–183.
14. ↑  Vgl. zu dieser Unterscheidung Regin Prenter: Schöpfung und Erlösung. Dogmatik. Vandenhoeck & Ruprecht, Göttingen 1960, S. 2ff.
15. ↑  Karl Barth: Kirchliche Dogmatik I, 1, S. 283.
16. 1 2  Reinhard Slenczka: Kirchliche Entscheidung in theologischer Verantwortung. Grundlagen, Kriterien, Grenzen. Göttingen 1991, S. 64–73.
17. ↑  Vgl. zum Folgenden Reinhard Slenczka: Kirchliche Entscheidung in theologischer Verantwortung. Grundlagen, Kriterien, Grenzen. Göttingen 1991, S. 66–69.
18. ↑  Ähnlich Ratschow: Dogma II: Systematisch-theologisch. In: TRE 9, 1982, S. 35f.; Hubert Filser: Dogma, Dogmen, Dogmatik. Eine Untersuchung zur Begründung und zur Entstehungsgeschichte einer theologischen Disziplin von der Reformation bis zur Spätaufklärung. Lit-Verlag, Berlin/Hamburg/Münster 2001, S. 13–20.
19. ↑  Thomas S. Kuhn: Die Struktur wissenschaftlicher Revolutionen. 2. Auflage. Frankfurt 1976. Das Dogma taucht bei ihm unter dem Begriff Paradigma auf.
20. ↑  „Der Dogmatism der Metaphysik, d. i. das Vorurteil, in ihr ohne Kritik der reinen Vernunft fortzukommen, ist die wahre Quelle alles der Moralität widerstreitenden Unglaubens, der jederzeit gar sehr dogmatisch ist.“ Immanuel Kant: Kritik der reinen Vernunft, Vorrede zur 2. Ausgabe, S. 26.
21. ↑  Hans Albert: Theorie und Praxis. Max Weber und das Problem der Wertfreiheit und der Rationalität. In: Hans Albert, Ernst Topitsch (Hrsg.): Werturteilsstreit. Wissenschaftliche Buchgesellschaft, Darmstadt 1971, ISBN 3-534-04161-5, S. 227, 233. Dort zitiert aus: Die Philosophie und die Wissenschaften. Simon Moser zum 65. Geburtstag. Anton Hain, Meisenheim 1966, S. 246–272.
22. ↑  Helmut F. Spinner: Begründung, Kritik und Rationalität. Band 1, Vieweg, Braunschweig 1977, ISBN 3-528-08376-X, S. 5.
23. ↑  Thomas Metzinger: Spiritualität und intellektuelle Redlichkeit. Selbstverlag, Mainz 2013, ISBN 978-3-00-040875-5, S. 28 (online (Memento vom 12. September 2014 im Internet Archive) [PDF; 1,2 MB]).
24. ↑  Wolfgang J. Koschnik: Standardwörterbuch für die Sozialwissenschaften. Teil 1. London / New York / Paris 1992, ISBN 3-598-10527-4.
25. ↑  Katechismus der Katholischen Kirche 89
26. ↑  Karlmann Beyschlag: Grundriß der Dogmengeschichte. Band 1: Gott und Welt. 2. Auflage. Darmstadt 1988, S. 17–21.
27. 1 2  Zitiert nach Gerhard Ludwig Müller: Katholische Dogmatik: für Studium und Praxis der Theologie. 6. Auflage. Herder, Freiburg i. Br. 2005, ISBN 3-451-28652-1, S. 80.
28. ↑  Gerhard Ludwig Müller: Katholische Dogmatik: für Studium und Praxis der Theologie. 6. Auflage. Herder, Freiburg i. Br. 2005, ISBN 3-451-28652-1, S. 80.
29. ↑  Joseph Ratzinger: Einführung in das Christentum. 17. Auflage. 2023, S. 168, mit Hinweis auf Karl Rahner: Was ist eine dogmatische Aussage? In: Schriften zur Theologie, Band V. 1962, S. 64–81.
30. 1 2  Jan Rohls: Philosophie und Theologie in Geschichte und Gegenwart. Mohr Siebeck, Tübingen 2002, ISBN 978-3-16-147812-3, S. 285 ff.
31. ↑  Dietrich Klein: Hermann Samuel Reimarus (1694–1768). Das theologische Werk. Mohr Siebeck, Tübingen 2009, ISBN 978-3-16-149912-8, S. 149 ff.
32. ↑  Dietrich Klein: Hermann Samuel Reimarus (1694–1768). Das theologische Werk. Mohr Siebeck, Tübingen 2009, ISBN 978-3-16-149912-8, S. 52.
33. ↑  Freireligiöse Gemeinde Mainz: Was ist freireligiös? Häufig gestellte Fragen an Freireligiöse. Abgerufen am 27. Januar 2015.
34. ↑  Verfassung der Freien Religionsgemeinschaft Rheinland Körperschaft des öffentlichen Rechts – gegründet 1947: Präambel. Fassung vom 28. Mai 1988; abgerufen am 27. Januar 2015.